# Самуэлян, Томас
Томас Самуэлян (англ. Thomas J. Samuelian; род. 10 апреля 1956) — американский  лингвист армянского происхождения, автор ряда книг и статей в области армянского языка, литературы и истории.

## Карьера

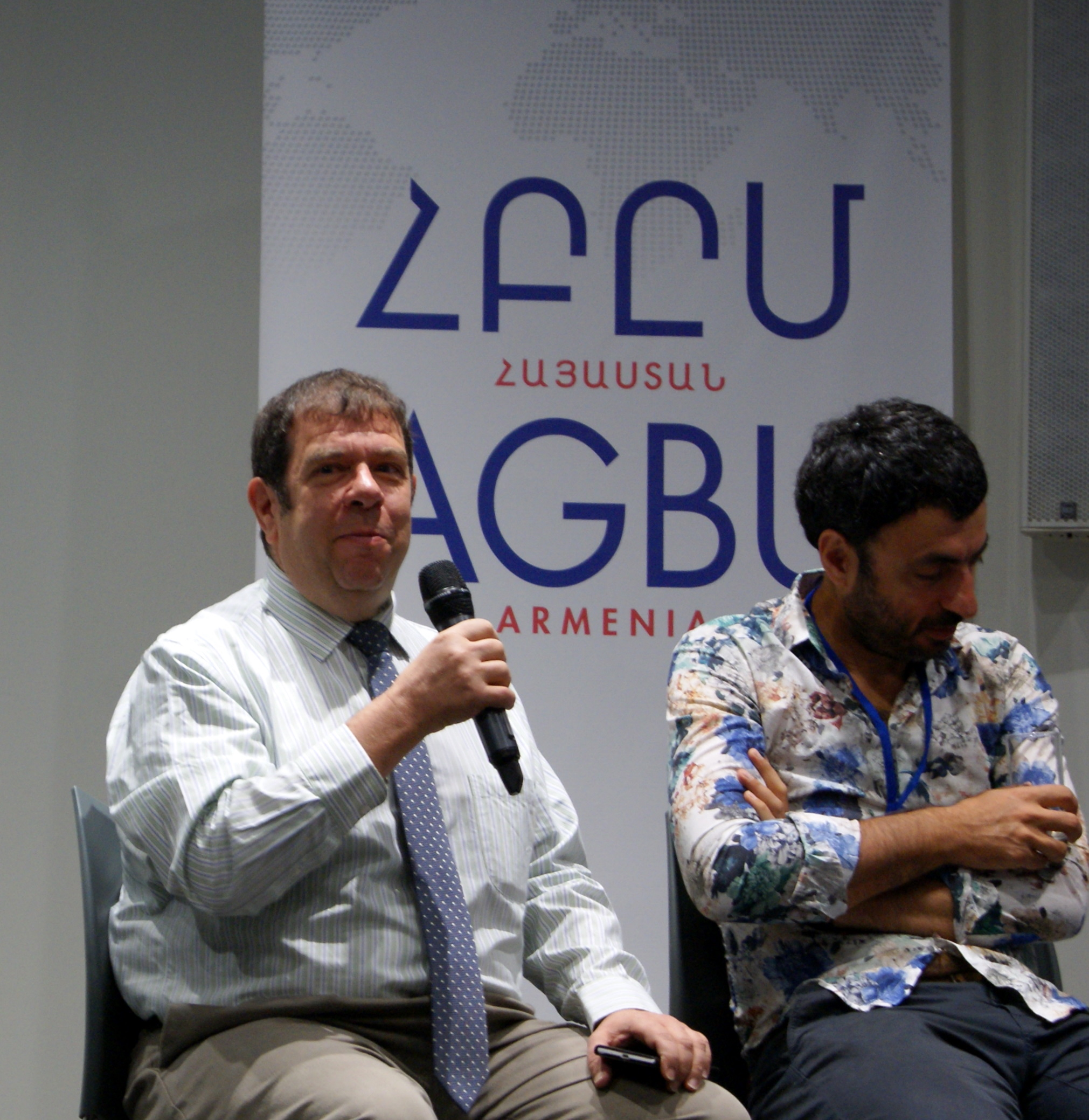
Армянский форум «Стратегия Викимедиа 2030»

Самуэлян получил степень бакалавра и магистра в Пенсильванском университете. В 1977 году он был удостоен стипендии Бейнеке. Он также получил докторскую степень по лингвистике в Пенсильванском университете в 1978 году. В 1980-х годах Самуэлян преподавал в Пенсильванском университете, Колумбийском университете и армянской семинарии Святого Нерсеса.
В 1991 году он получил степень доктора права в Гарвардской школе права.
В 1998 году он присоединился к факультету Американского университета Армении, где позже он занимал должность декана магистратуры права и декана Колледжа гуманитарных и социальных наук. Он вышел на пенсию из Американского университета Армении в 2017 году.
В 2006 году он был награжден орденом Святого Саака и Святого Месропа Гарегином II, Верховным Патриархом и Католикосом всех армян.
Он является основателем фонда Arak-29, который продвигает армянскую историю, язык и культуру и часто вносит переводы и контент на сайт.

## Работы
- 1982 — Средневековая армянская культура, ISBN 0891307265
- 1989 — Курс современного западноармянского языка: Словарь и лингвистические заметки, ISBN 0961793325
- 1989 — Курс современного западноармянского языка: Упражнения и комментарии, ISBN 0961793317
- 1993 — Армянский словарь в транслитерации: Западное произношение: армяно-английский англо-армянский ISBN 0961793333

## Переводы
- 1986 — Опровержение сект (автор Езник Кохбаци), ISBN 0934728135[7]
- 2005 — Армянский молитвенник Святого Григора Нарекаци, ISBN 9993085340
- 2023 — Давид Сасунский (автор Оганес Туманян) ISBN 1925937941